# Il neige au printemps
Pour plus de détails, voir Fiche technique et Distribution.
Il neige au printemps (en anglais : Love Among the Ruins) est un téléfilm anglais réalisé par George Cukor, sorti en 1975.

## Synopsis
Jessica Medlicott, grande dame du théâtre anglais, engage un des plus célèbres avocats de Londres, Sir Arthur Glanville-Jones, pour la défendre d’une action en justice menée par son amant, bien plus jeune qu'elle, pour rupture de promesse de mariage. L’avocat s’avère être un ancien prétendant toujours amoureux d’elle...

## Fiche technique
- Titre : Il neige au printemps
- Titre original : Love Among the Ruins
- Réalisation : George Cukor
- Scénario : James Costigan
- Production : Allan Davis pour ABC Circle Films
- Musique : John Barry
- Photographie : Douglas Slocombe
- Montage : John F. Burnett
- Direction artistique : Carmen Dillon et Tessa Davies
- Costumes : Margaret Furse et Germinal Rangel
- Pays d'origine : Grande-Bretagne
- Format : Couleur
- Genre : Comédie romantique
- Durée : 100 minutes
- Date : 6 mars 1975 (États-Unis)

## Distribution
- Katharine Hepburn : Jessica Medlicott
- Laurence Olivier : Sir Arthur Glanville-Jones
- Colin Blakely : J.F. Devine
- Richard Pearson : Druce
- Joan Sims : Fanny Pratt
- Leigh Lawson : Alfred Pratt
- Gwen Nelson : Hermione Davis
- Robert Harris : le juge
- Peter Reeves : la jeune fille
- John Blythe : Tipstall
- Arthur Hewlett : l'huissier

## Récompenses
- Six Emmy Award en 1975 : 
  - George Cukor (meilleure réalisation)
  - Katharine Hepburn (meilleure actrice)
  - Laurence Olivier (meilleur acteur)
  - James Costigan (meilleur scénario)
  - Carmen Dillon et Tessa Davies (meilleure direction artistique)
  - Margaret Furse (meilleurs costumes)